# Condado de Agüero

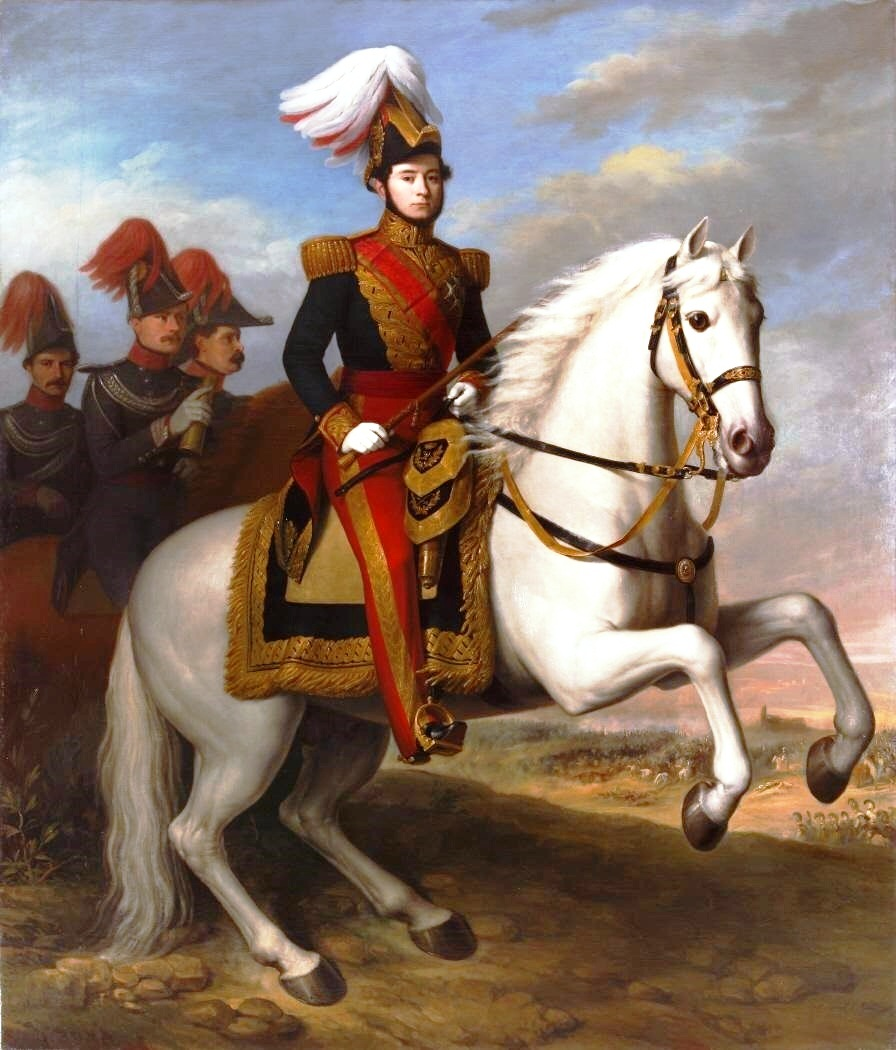
Juan Prim y Prats, esposo de Francisca Agüero y González, II condesa de Agüero

EL condado de Agüero fue un título nobiliario español creado por el rey Amadeo I el 4 de abril de 1872, con grandeza de España añadida el 20 de enero de 1873, en favor de Antonia González-Echevarría.

## Condes de Agüero
El título quedó vacante por fallecimiento.

|                       | Titular                                  | Periodo                            |
| Creación por Amadeo I | Creación por Amadeo I                    | Creación por Amadeo I              |
| --------------------- | ---------------------------------------- | ---------------------------------- |
| I                     | Antonia González-Echevarría              | 1873-1877                          |
| I                     | Francisca Agüero y González              | 1871-1889)) Le sucedió su sobrino. |
| I                     | José María de Agüero Le sucedió su hijo. |                                    |
| colspan               |                                          |                                    |

## Historia de los condes de Agüero
- Antonia González-Echevarría (m. 1877), I condesa de Agüero.

Casó con Francisco de Agüero. Le sucedió su hija:
- Francisca de Agüero y González (1821-1889), II condesa de Agüero, I duquesa de Prim, dama noble de la Orden de la Reina María Luisa.[3]

Casó con Juan Prim y Prats, I marqués de los Castillejos, I conde de Reus, I vizconde de Bruch, capitán general de los Reales Ejércitos. Sin descendencia. Le sucedió su sobrino:
- José María de Agüero y Regato, III conde de Agüero.

Casó con María Dolores Santa María del Alba-Giménez. Le sucedió su hijo:                            
- Juan Urbano de Agüero y Santa María, IV conde de Agüero.

Casó con María Cristina Prieto y González (hija del excelentísimo señor Manuel Prieto Lavín y de la señora Marcela González Villanueva)